# 무도관
무도관(武道館)은 무술 등을 연마하는 공간이다.

## 주요 무도관
- 일본무도관
- 도쿄 무도관